# فتح تيميشوارا (1552)
فتح تيميشوار كان نزاعا عسكريا بين ملكية هابسبورغ والدولة العثمانية في عام 1552. أدي الحصار إلي نصر حاسم للدولة العثمانية مع سيطرة عثمانية على تيميشوارا لمدة 164 عاما.

## الخلفية
بعد معركة موهاج في عام 1526، انقسمت المملكة المجرية إلى قسمين: الجزء الغربي من البلاد وكان تحت سيطرة فرديناند الأول من آل هابسبورغ، والجانب الشرقي تحت سيطرة النبيل المجري يانوش زابوليا. طلب زابوليا مساعدة من السلطان العثماني سليمان القانوني ضد الإمبراطور فرديناند. توفي يانوش في 1540، وخلفه من بعده ابنه جون سيغيسموند زابوليا البالغ من العمر شهر (تولي تحت وصاية والدته). في 1541، حاول فرديناند احتلال بودا العاصمة، ولكنه هزم من قبل جيش السلطان سليمان الذي دخل بودا منتصرا، وأرسل الملك المجري الصغير مع حاشيته إلى ليبا (اليوم ليبوفا، رومانيا) ؛ 1542 انتقلوا إلى جوليفاهيرفار (اليوم ألبا يوليا، رومانيا)، التي أصبحت فيما بعد عاصمة إمارة ترانسيلفانيا.
حتى بعد هذا الحدث، فرديناند لم يتخلى عن حلمه عن توحيد المملكة المجرية تحت حكمه. بمساعدة جورج مارتينزي الجزء الشرقي من البلاد في 1550 أصبح تحت حكم هابسبورغ، وتسبب ذلك في هجوم الجيش العثماني ضد هنغاريا.
في 1552 عبر جيشان عثمانيان الحدود إلى المملكة المجرية، أحدهما بقيادة علي باشا الخادم بدأت حملة ضد غرب ووسط البلاد، بينما الجيش الثاني بقيادة قره أحمد باشا الذي هاجم الحصون في منطقة بانات.

## الحصار
في صيف عام 1552 ، وصل العثمانيون إلى تيميشوارا التي كانت أهم مدينة في منطقة بانات. بلغ الجيش العثماني حوالي 30,000 جندي، بينما دافع عن تيميشوارا 1,900 جندي، منهم 700 من التجار.
بدأت المدفعية العثمانية بتدمير الجدار في 27 يونيو، ثم اقتحم المشاة العثمانية السور في 3 يوليو و 6 يوليو. جاول الجيش المجري بقيادة ميهالي توث تحرير المدينة من تحت الحصار، ولكن جيشه هزم في معركة سانت أندرو (اليوم سان اندري، رومانيا).

## بعد
بعد فتح تيميشوارا أنشأ السلطان إيالة تيميشوار التي كانت تتألف من أربعة سناجق. تيميشوارا ظلت تحت السيطرة العثمانية حتى بعد معاهدة كارلوفجة و اخذتها القوى المسيحية فقط في 1717م.